# Telmatoscopus nsawamensis
Telmatoscopus nsawamensis är en tvåvingeart som beskrevs av Satchell 1955. Telmatoscopus nsawamensis ingår i släktet Telmatoscopus och familjen fjärilsmyggor.
Artens utbredningsområde är Ghana. Inga underarter finns listade i Catalogue of Life.